# Poświęcenie (film 1999)
Poświęcenie (hindi सरफ़रोश / Sarfarosh) – bollywoodzki thriller z 1999 roku w reżyserii debiutanta Johna Matthew Matthana.
Akcja filmu dzieje się w Bombaju, Delhi, w Chandapur na granicy stanów Maharashtra i Andhra Pradesh, a także przy granicy z Radżastanem. Wątek śpiewaka pieśni gazel, mohajjira tj. indyjskiego muzułmanina, który emigrował do Pakistanu po podziale Indii w 1947 roku zainicjował w kraju dyskusję, czy Indie powinny mieć kulturalną wymianę z Pakistanem, z którym pozostają "na wojennej ścieżce". W rolach głównych wystąpili Aamir Khan i Naseeruddin Shah. Tematem filmu jest terroryzm, w tle którego stoją trochę jednostronnie pokazane stosunki między Indiami i Pakistanem.

## Fabuła
Film rozpoczyna się widokiem pustki pustyni Thar, przy granicy Radżastanu z Pakistanem. W Chandrapurze rebelianci zastrzelili wszystkich pasażerów autobusu. Dochodzenie prowadzi komisarz policji z Bombaju Ajay Singh Rathore (Aamir Khan). Ustala on, skąd pochodzi broń użyta podczas strzelaniny, ale podczas próby aresztowania winnego, gangster zostaje zabity przez zamaskowanego motocyklistę. Zbrodnia okazuje się prowokacją pakistańskich terrorystów. Prowadzącego śledztwo Ajaya też otacza tajemnica – czemu pogodny student medycyny zakochany w pięknej Seemie stał się mrocznym policjantem?
Brutalną chwilami atmosferę filmu łagodzi tęskne piękno klasycznych pieśni indyjskich rodem z Persji (gazel) śpiewanych przez pieśniarza Gulfana Hassana (Naseeruddin Shah)

## Obsada
- Aamir Khan – Ajay Singh Rathore
- Naseeruddin Shah – śpiewak "gazel" Gulfan Hassan
- Sonali Bendre – Seema
- Smita Jaykar – matka Ajaya
- Akash Khurana – ojciec Ajaya
- Mukesh Rishi – inspektor Salim
- Surekha Sikri – matka Sultana

i inni

## Muzyka i piosenki
Muzykę do filmu stworzył duet Jatin-Lalit.
- "Jo Haal Dil Ka" – śpiewają Kumar Sanu i Alka Yagnik
- "Hosh Walon Ko Khabar Khy" – Jagjit Singh
- "Is Deewane Ladke Ko"- Aamir Khan i Alka Yagnik
- "Meri Raton Ki Neendein Uda Ke" – Alka Yagnik
- "Yeh Jawani Hadh Kar De"- Sonu Nigam i Kavita Rishnamurthy
- "Zindagi Maut Na Ban Jay"- Sonu Nigam i Roopkumar Rathod

## Nagrody i nominacje
1. Aamir Khan – Nagroda Zee Cine Award 1999 dla najlepszego aktora
2. John Mathew Mathan – Nagroda Filmfare za Najlepszy Scenariusz i za najlepsze dialogi, a także Nagroda Krytyków Filmfare za Najlepszy Film

1. Nominacje do Nagrody Filmfare 1999

- za najlepszy film
- za najlepszą muzykę (Jatin-Lalit)
- dla najlepszego reżysera (John Mathew Mathan)
- dla najlepszego aktora (Aamir Khan)
- dla najlepszego aktora w roli negatywnej (Naseeruddin Shah)
- dla najlepszego aktora drugoplanowego (Mukesh Rishi)

Film przegrał we wszystkich kategoriach do Nagrody Filmfare z Prosto z serca Sanjaya Leeli Bhansaliego.